# Tupolev Tu-144
Tupolev Tu-144 (rusky Туполев Ту-144, v kódu NATO „Charger“) je vyřazený proudový dopravní nadzvukový letoun (SST). Jedná se o první z jediných dvou SST, které vstoupily do služby; druhým je anglo-francouzský Concorde. Návrh byl dílem sovětské konstrukční kanceláře Tupolev vedené Alexejem Tupolevem a výroba probíhala ve voroněžské letecké továrně v Rusku. Celkem provedl 55 služebních letů s cestujícími na palubě v průměrné provozní nadmořské výšce 16 000 a rychlostí kolem 2 000 km/h (Mach 1,6).
Prototyp vzlétl 31. prosince 1968 poblíž Moskvy z letiště Žukovskij dva měsíce před prvním letem Concordu. Tu-144 překonal rychlost zvuku 5. června 1969 a 26. května 1970 se stal prvním komerčním dopravním prostředkem, který překročil  Mach 2. Na Západě se pro něj ujala přezdívka „Konkordski“ nebo „Concordski“, narážející na podobný letoun Concorde. Jeden z Tu-144 se v roce 1973 na pařížské letecké přehlídce zřítil a další vývoj se oddálil. Letoun byl zaveden do komerční služby 1. listopadu 1977  téměř dva roky po Concordu kvůli rozpočtovým omezením. V květnu 1978 se při zkušebním letu během dodávky zřítil další Tu-144 (vylepšená verze s označením Tu-144D) a osobní flotila byla trvale uzemněna po pouhých 55 pravidelných letech. Letoun zůstal v provozu jako nákladní letadlo až do roku 1983, kdy bylo provedeno celkem 102 komerčních letů. Tu-144 byl později používán v rámci sovětského vesmírného programu k výcviku pilotů raketoplánu Buran a NASA pro nadzvukový výzkum.

## Historie

### Dobové souvislosti

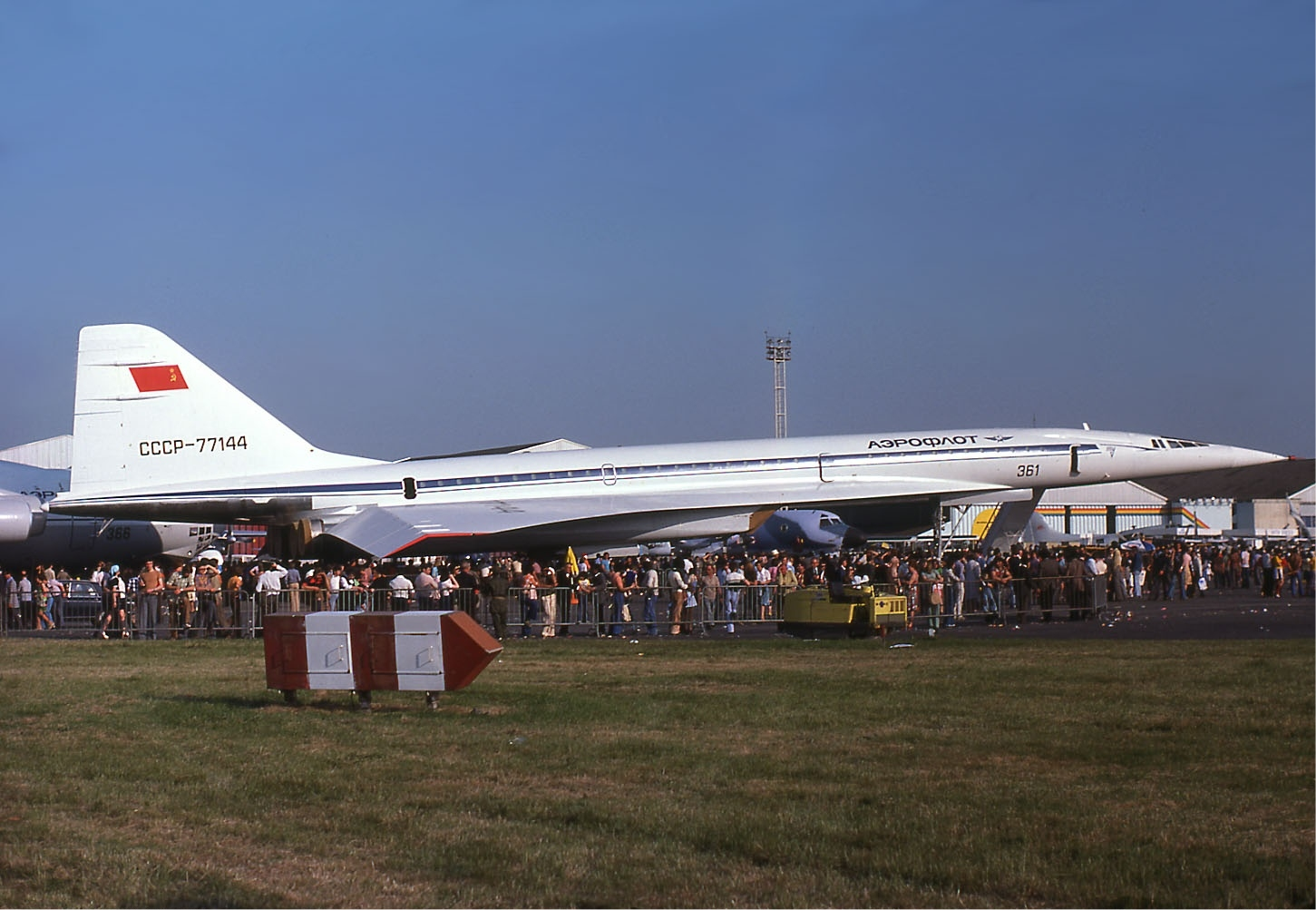
Tu-144 na Pařížském aerosalonu v roce 1975

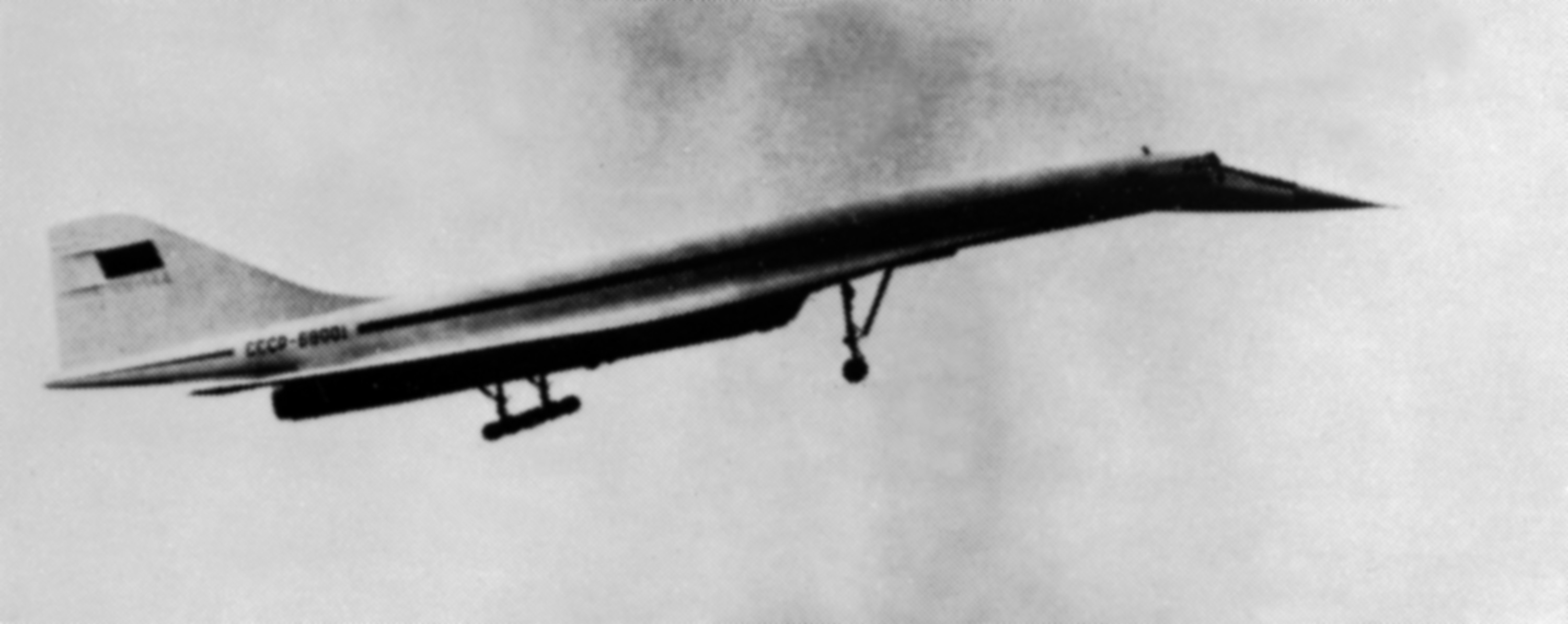
Tu-144 s registračním číslem СССР-68001 a uzamčeným podvozkem během zkoušky

Rozhodnutí o vývoji Tu-144 bylo učiněno v době velkých nadějí vkládaných v technický pokrok, kdy odborníci věřili, že brzy vznikne poptávka po stovkách kusů podobných dopravních letadel. Například Boeing, vyvíjející v té době svůj slavný 747, uváděl jako výhodu koncepce pilotní kabiny na horní palubě, že po nástupu nadzvukových dopravních letadel bude snadné nepotřebná Jumba přestavět na nákladní verzi.
Vývoj byl ovlivněn řadou významných sovětských úspěchů při soupeření mezi SSSR a Západem, stejně jako atmosférou přežívající špiónománie. S nástupem velké ropné krize v 70. letech však zájem o nadzvuková dopravní letadla prudce opadl – u konkurenčního Concordu byly zrušeny všechny objednávky s výjimkou státních Air France a British Airways, a ani Aeroflot o zavádění Tu-144 nejevil velký zájem. Velmi ambiciózní americký projekt Boeing 2707 (Ma = 2,7; vzletová hmotnost 300 t) byl kvůli technickým problémům nejprve zcela přepracován a poté v roce 1971 definitivně ukončen. V průběhu 70. a 80. let se dostávaly do popředí otázky ochrany životního prostředí. Letounům byla vytýkána vysoká spotřeba paliva, narušování ozónové vrstvy a velký hluk.
Ministrem civilního letectví SSSR se v roce 1970 stal Boris Bugajev, bývalý válečný letec a pilot-instruktor Aeroflotu. K myšlence provozování Tu-144 se stavěl značně rezervovaně a za hlavní prioritu považoval vývoj a uvedení do provozu velkokapacitního Il-86. Zastáncům Tu-144 se však podařilo prosadit do závěrů 24. sjezdu KSSS v r. 1971 i požadavek na zařazení Tu-144 do pravidelného provozu ještě v téže pětiletce, neboli do konce roku 1975. Práce na projektu tedy pokračovaly, i když v SSSR neexistovala skupina obyvatel, schopná platit cenu letenky, pokrývající náklady na provoz a údržbu.

### Vývoj a konstrukce

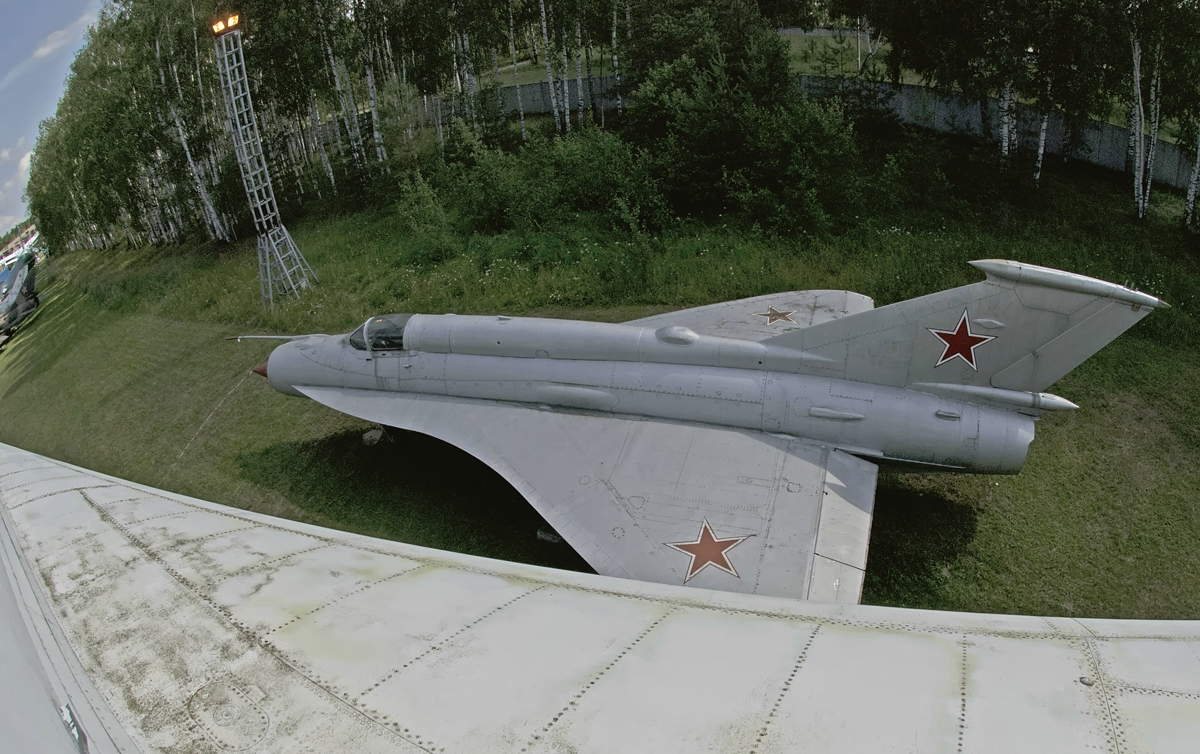
MiG-21I Analog, používaný k výzkumu křídla pro Tu-144

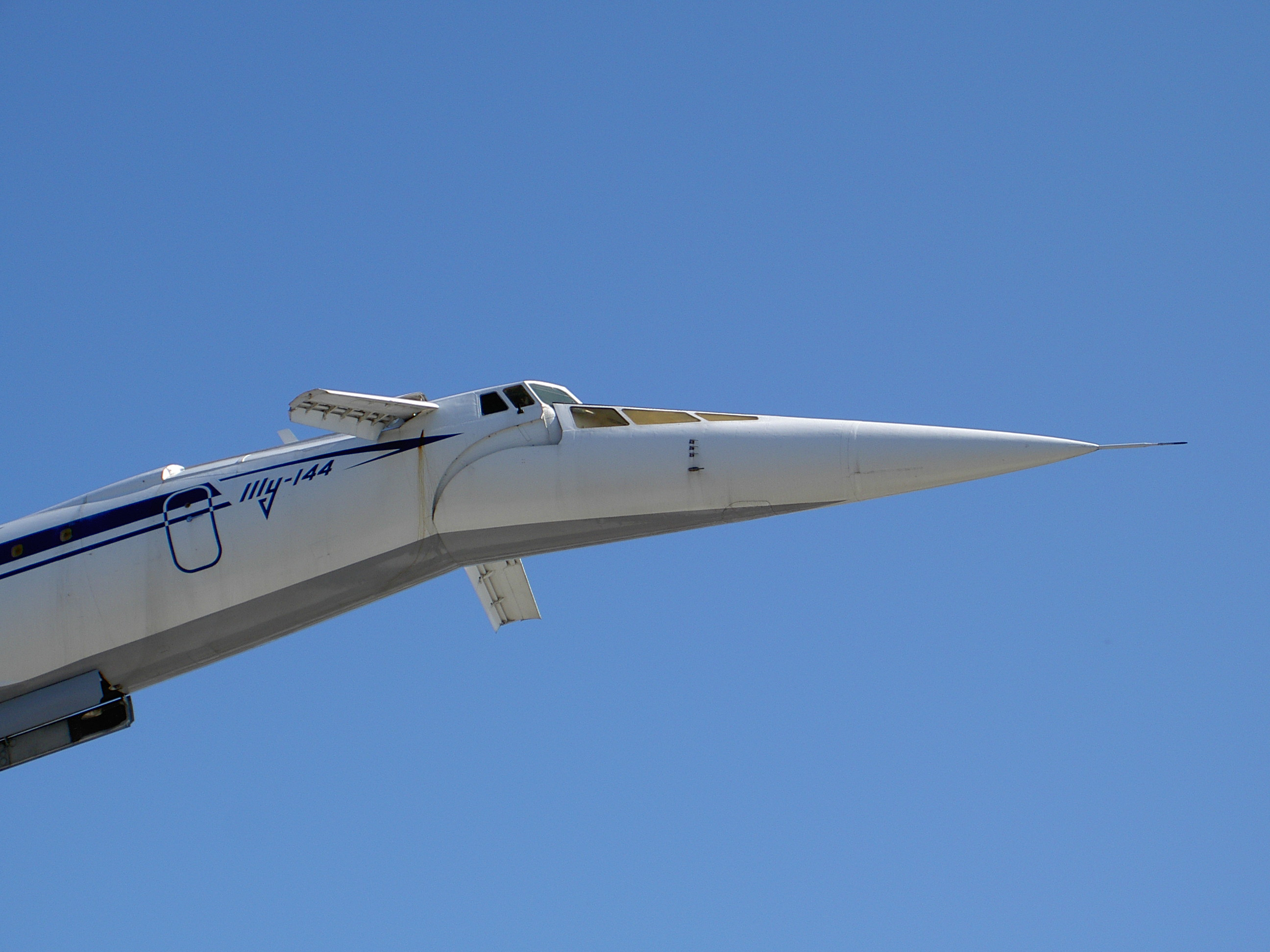
Tu-144 se sklopným nosem a kachními plochami

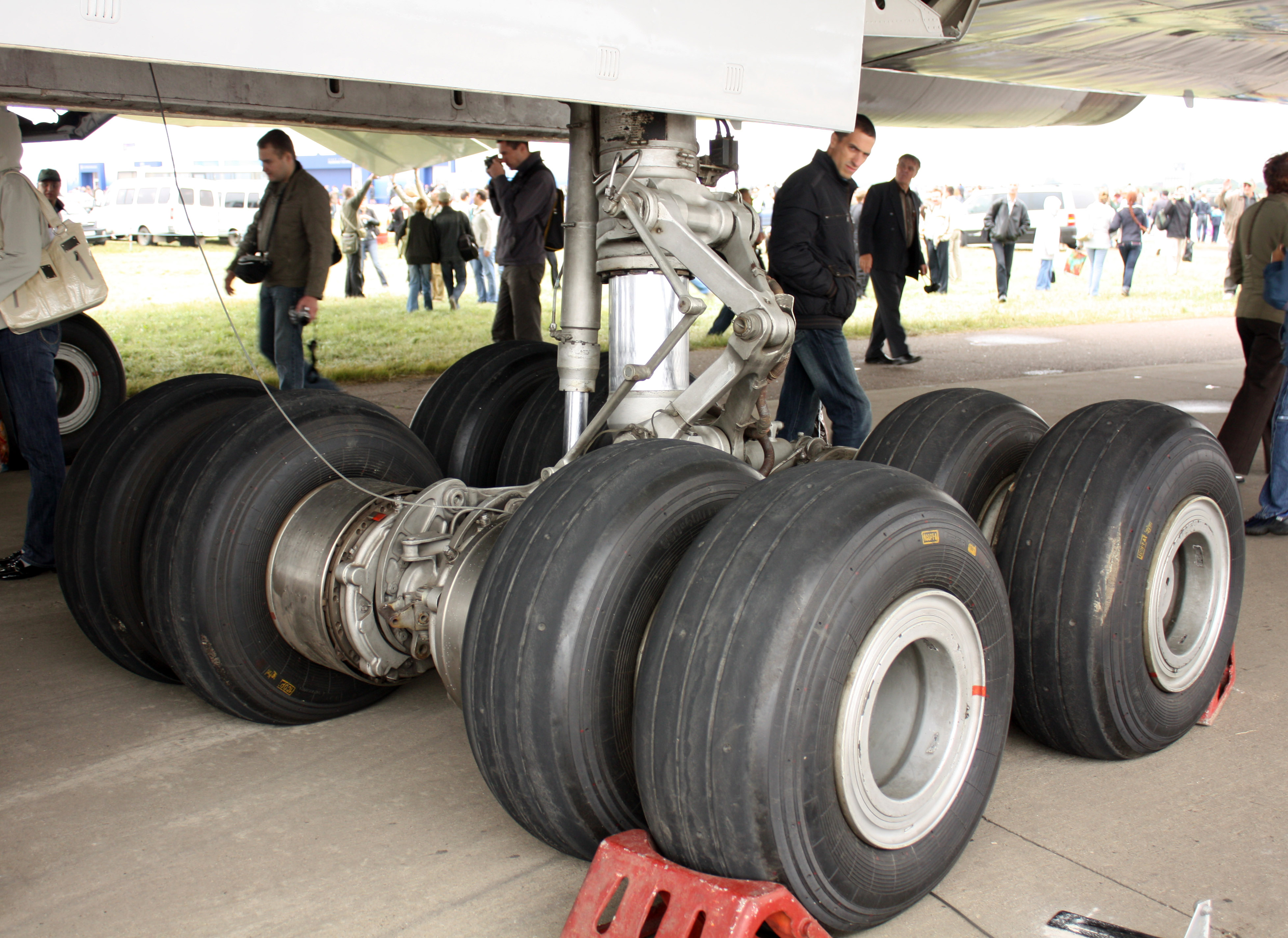
Hlavní podvozek Tu-144

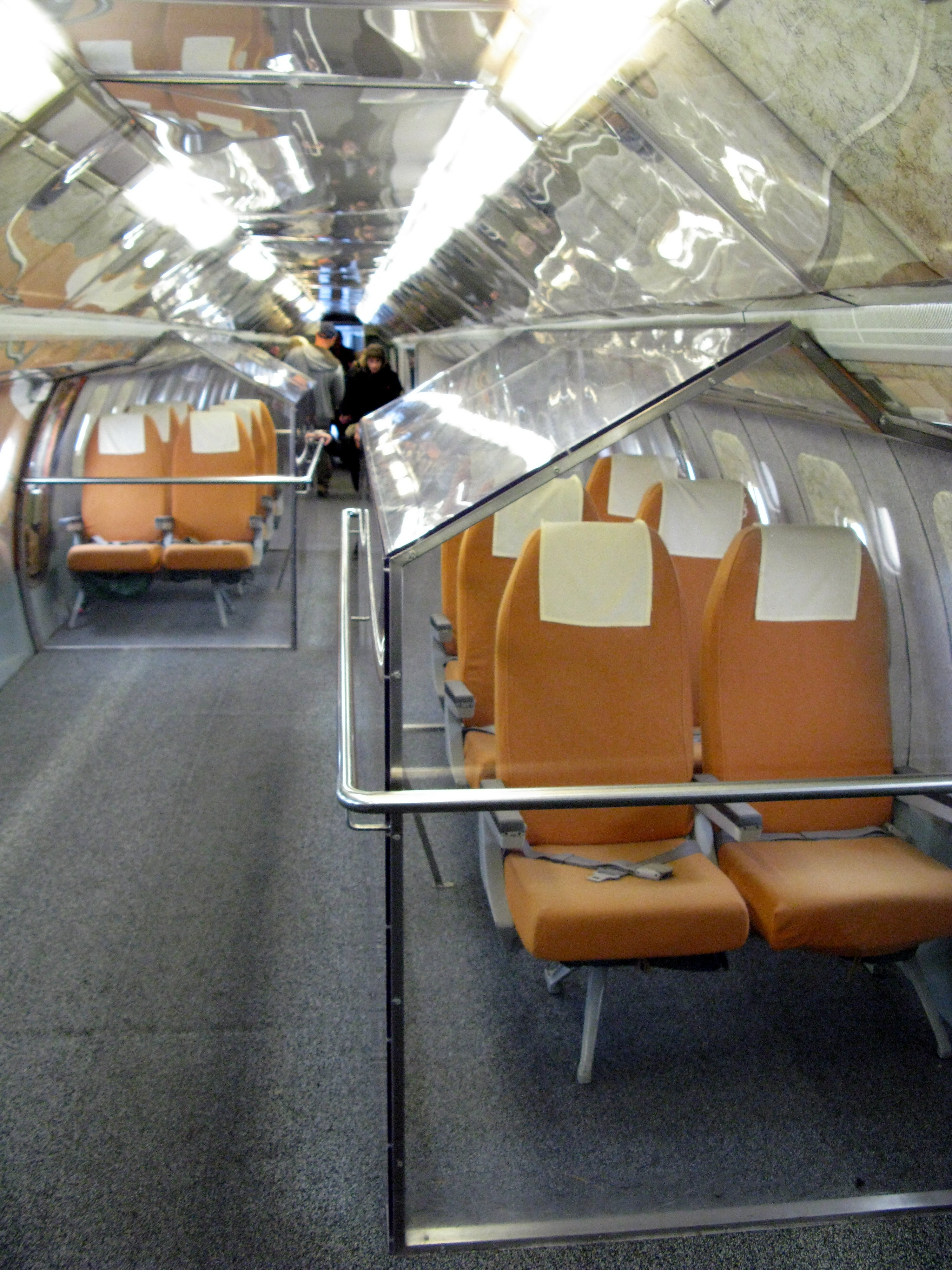
Tu-144D (č. 77112) Interiér kabiny

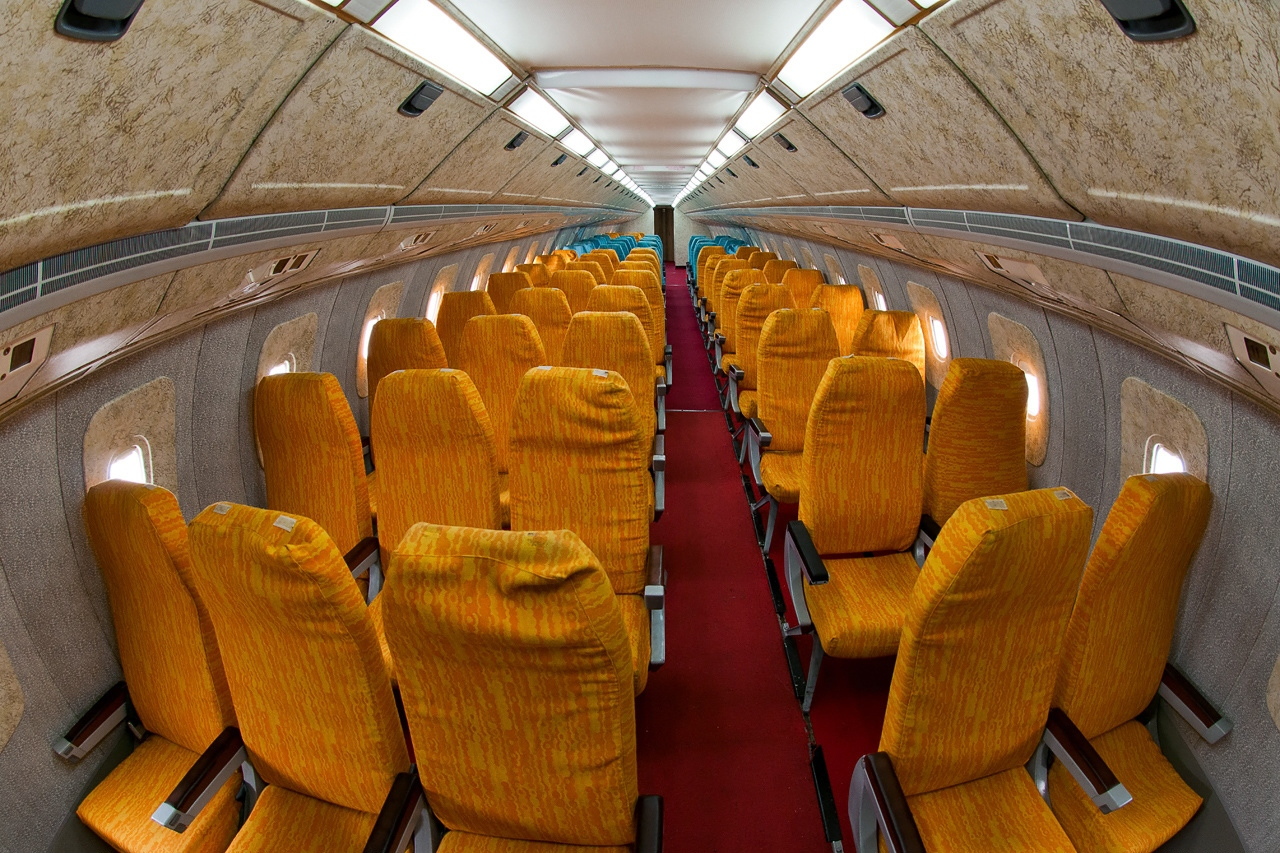
Interiér kabiny Tu-144S (č. 77110) v Uljanovsku

Vedením vývoje letounu byla pověřena na Žukovské výzkumné a vývojové základně (letiště Ramenskoje – na mapě 55°33′16″ s. š., 38°9′ v. d.) konstrukční kancelář Alexeje Tupoleva, syna slavného konstruktéra Andreje Tupoleva. Bylo rozhodnuto, že budou postupně vyvinuty dvě verze, nejprve s doletem 4 000 km a později 6 000 km.
Aerodynamický návrh komplikoval velký rozsah výšek i provozních rychlostí. V průběhu vývoje prověřili konstruktéři několik desítek variant, zpočátku i s klasickými ocasními plochami, které kvůli nárůstu odporu vzduchu brzy zavrhli. Křídlo bylo postupně testováno v novém aerodynamickém tunelu na Žukovské základně, na MiG-21I „analog“ i na prototypovém letounu. Úpravy byly později prováděny i během sériové výroby. Křídlo má prakticky symetrický profil, s výrazným podélným i příčným prohnutím a s dvakrát čtyřmi elevony. Bylo vyrobeno převážně z hliníkových slitin. Na tepelně nejnamáhanější součásti, jako náběžné hrana křídla, elevony, kormidlo apod., však bylo nutno použít titanové slitiny a nerezovou ocel. Použití kachních ploch bylo zpočátku odmítnuto kvůli destabilizaci hlavního křídla při vyšších rychlostech, později bylo navrženo velmi účinné řešení – jejich odklápění od trupu pouze během vzletu a přistání. V těchto fázích letu se také sklápěla příď (včetně čelního krytu pilotní kabiny), aby byl umožněn pilotům dostatečný výhled na VPD. Aerodynamické řešení patří k silným stránkám letounu. Podobnost při povrchním srovnání s Concordem dala vzniknout dohadům o sovětské průmyslové špionáži.
Klíčovým prvkem, určujícím vlastnosti stroje, jsou pohonné jednotky. Sověti však příhodný motor neměli k dispozici. Narychlo vyvinutý motor Kuzněcov NK-144 měl sice výhodné charakteristiky, ale kvůli tomu, že značná část tahu byla dosahována pomocí přídavného spalování, vyznačoval se i značně vysokou spotřebou paliva. Modernizovaná verze NK-144A přinesla sice určité zlepšení, ale spotřeba paliva byla stále zhruba dvojnásobná, než by bylo třeba k dosažení požadovaného doletu. Od roku 1964 však byl postupně vyvíjen neforsážní motor Kolesov RD-36-51, který už zadané požadavky úspěšně splnil. Slabším místem ale zůstalo řízení přívodu vzduchu k motorům při zachování přijatelných aerodynamických ztrát.
Prototypový letoun, nestandardně vybavený vystřelovacími sedačkami, se jako první dopravní nadzvukový letoun na světě poprvé vznesl 31. prosince 1968 (2 měsíce před Concordem), poté, co dva týdny čekal na příznivé počasí. Tehdejší druhý pilot M. V. Kozlov později zahynul na prvním sériovém stroji při nehodě v Paříži a první pilot E. V. Jeljan se zranil při nouzovém přistání v roce 1978. Dne 5. června 1969 překonal Tu-144 jako první civilní dopravní letoun na světě rychlost zvuku a 15. července téhož roku překročil rychlost Ma = 2. Prototyp víceméně splnil očekávání – kromě nedostatečného doletu měl ale i jisté problémy s přehříváním ocasní části způsobeným horkými plyny z motorů a s příliš vysokou přistávací rychlostí. Přehřívání konstruktéři odstranili u sériového Tu-144S přesunutím dvojic motorů ke kořenům křídla. To si vyžádalo zvětšení plochy křídla a změny v jeho konstrukci. Problémy s přistávací rychlostí vyřešilo doplnění sklopných kachních ploch. Dolet se použitím modernizovaného motoru NK-144A poněkud zvýšil. Když byl na letoun č. 77105 pokusně osazen motor RD-36-51A, bylo ověřeno, že je reálné i dosažení doletu přes 6 000 km.
Letouny se zvýšeným doletem dostaly označení Tu-144D. Hned při zalétávání prvního kusu však došlo k porušení těsnosti palivového potrubí a letoun byl nucen kvůli výpadku tří motorů kvůli požáru nouzově přistát. Poté byly dokončeny ještě čtyři kusy, jeden zůstal rozpracovaný a celý program byl ukončen. Zároveň byly zastaveny i práce na vylepšené verzi s označením Tu-144DA, která měla mít dolet 7-7,5 tis. km, vzletovou hmotnost 235 t a poháněna měla být vylepšenými motory RD-36-61, vybavenými obraceči tahu.
Jedinou další variantou se tak stala modernizace letounu č. 77114, na které byla ve spolupráci s NASA a řadou dalších amerických společností z oblasti leteckého průmyslu, prováděna měření v souvislosti se studií možností SST 2. generace. Na stroji byly osazeny motory NK-321 z Tu-160, zvětšen úhel sklonu přídě a modernizována avionika. Rusové zajišťovali přestavbu letounu i jeho provoz, za což NASA celkem zaplatila 14 mil. USD. Tato varianta byla označena jako Tu-144LL.

### Služba
Do pravidelného provozu byly nasazeny pouze stroje Tu-144S s motory NK-144A. Nejprve byla 26. prosince 1975 zahájena přeprava pošty a nákladů na lince Moskva-Alma Ata. Později, po obdržení průkazu letové způsobilosti (29. října 1977), byl 1. listopadu 1977 zahájen pravidelný provoz s cestujícími. Létalo se jednou týdně. Vzdálenost mezi městy činí 3 260 km. Dvouhodinový let probíhal ve výšce 16–17 km, v křesle prvního pilota seděl vždy některý ze zkušebních pilotů. Bylo uskutečněno celkem 55 letů, přepraveno dohromady 3 284 osob, přičemž jejich počet v letadle nikdy (s výjimkou posledního letu) nepřesáhl 80. Letoun vylétal ráno v 8:30 hod. z Moskvy jako let č. 499 a zpět startoval z Alma-Aty jako let č. 500 ve 14:00 hod. moskevského času. Na linku byly nasazeny letouny č. 77109 a 77110. Cena letenky byla 68 rublů (na podzvukových letadlech 48 rublů). V této souvislosti se hodí poznamenat, že Tu-144S mělo spotřebu paliva na kilometr a cestujícího téměř 10× větší než Tu-154 a i náklady na údržbu byly enormní. 
23. května 1978 došlo při zalétávání letounu Tu-144D k požáru, když praskl přívod paliva. Při následném nouzovém přistání přišli o život dva členové posádky. Tragický incident vedl k tomu, že byly lety s cestujícími pozastaveny a nakonec nebyly už nikdy obnoveny. Typ Tu-144D sice obdržel v polovině osmdesátých let průkaz letové způsobilosti pro přepravu osob, ale do provozu nebyl nikdy nasazen.

### Servis na palubě
Servis na palubě byl uspořádán na vysoké úrovni. K mání byl kaviár, exotické ovoce, koňak, nebo šampaňské. 

### Hluk v kabině
Kvůli umístění motorů blízko k trupu letadla a nutnosti udržovat při nadzvukovém letu zapnuté přídavné spalování, panoval na palubě Tu-144S příšerný hluk, který v zadních částech letadla přesahoval 90 dB. Cestující se mezi sebou slyšeli jen ztěžka a pro snazší komunikaci používali psané poznámky. Deník The New York Times o letu na palubě Tu-144 napsal: „Hlavním dominantou letu nebyla rychlost, ale hluk.“

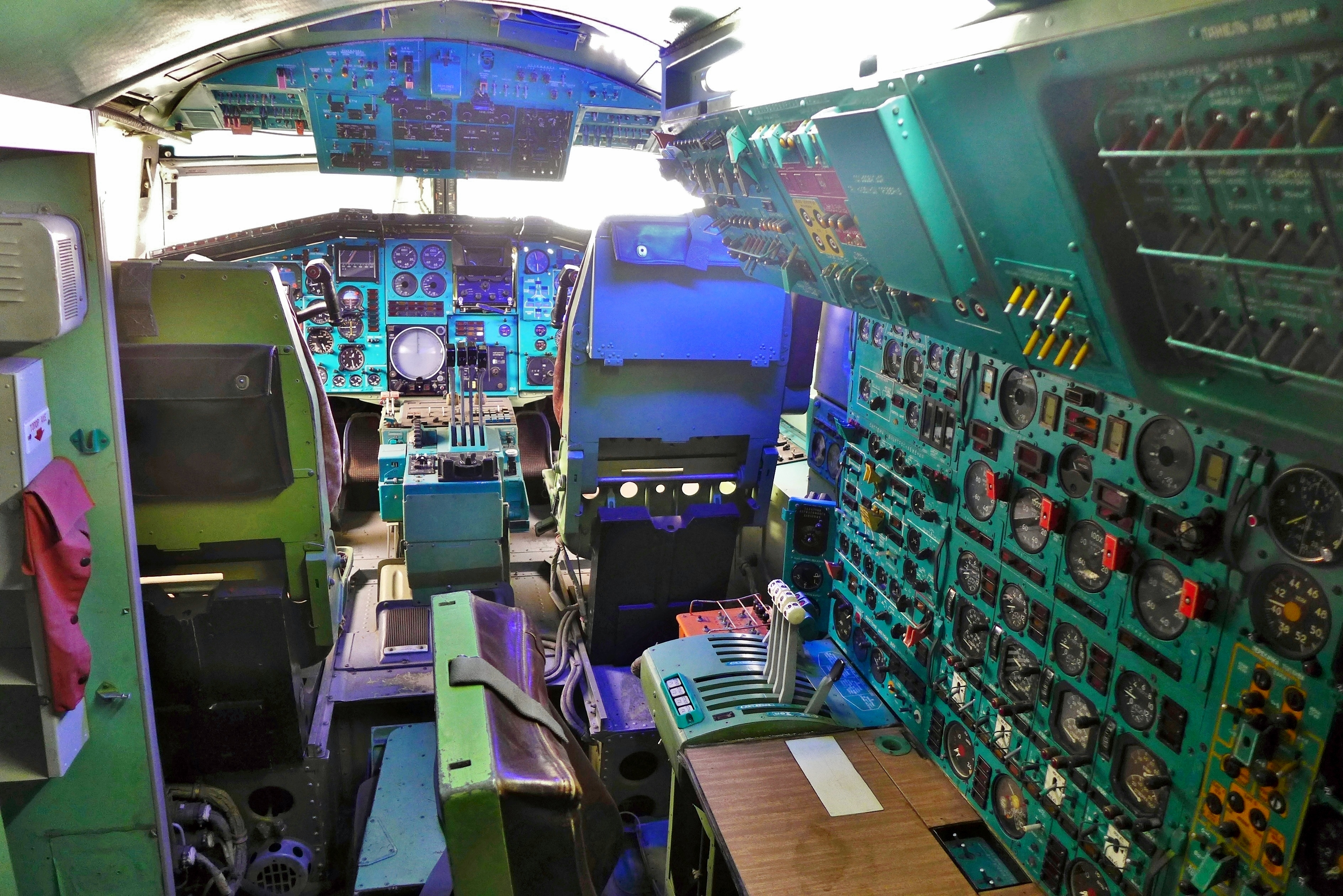
Kokpit Tu-144D (č. 77112) v Sinsheimu; místo brašny na opěradle levé sedačky byl v č. 77102 zavěšen speciální zaplombovaný panel
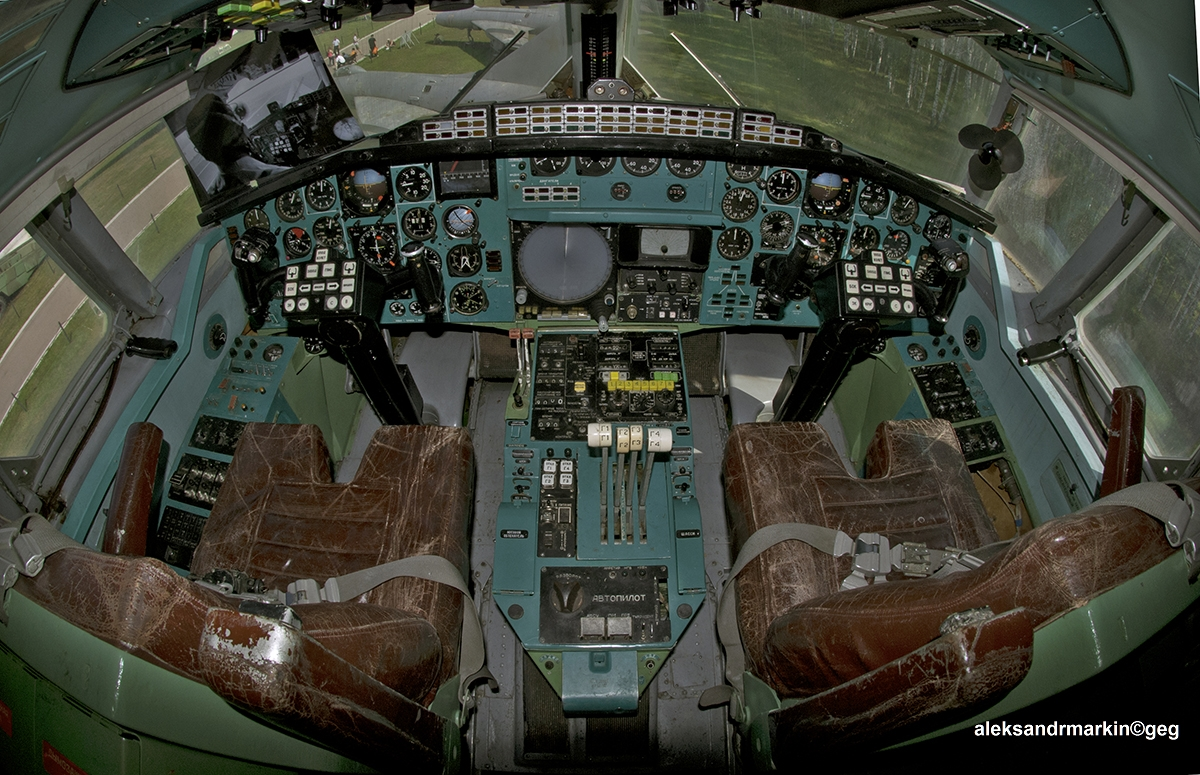
Pilotní prostor Tu-144S v muzeu v Moninu (77106)
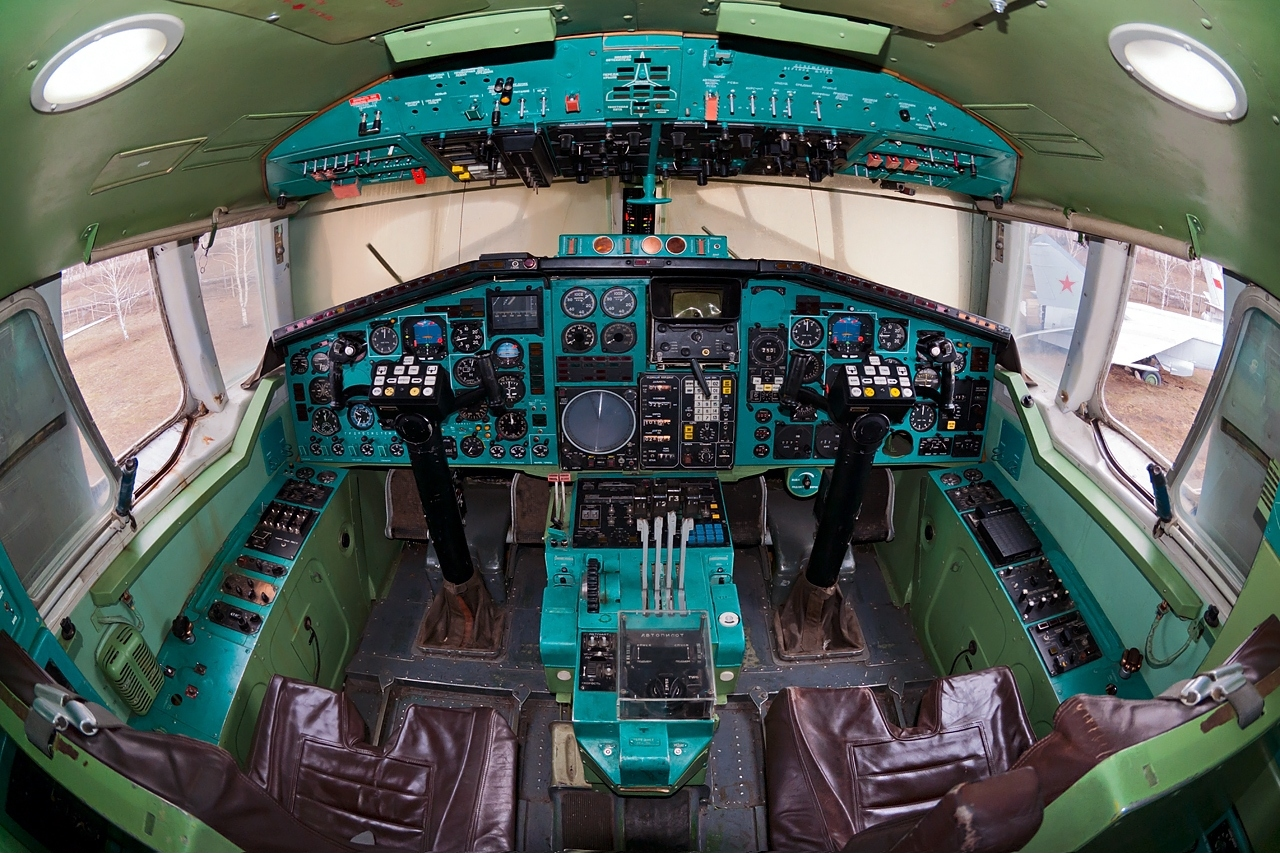
Kokpit Tu-144S v uljanovském muzeu (77110)

## Varianty
- Tu-144 – (Izdělije 044) Jediný prototyp letounu Tu-144[1]
- Tu-144S – (Izdělije 004) Šest přepracovaných produkčních letounů poháněných motory Kuzněcov NK-144A ve větších gondolách na velké vzdálenosti a přepracovaným podvozkem[1]
- Tu-144D – (Izdělije 004D, D-Dalněje – dálkový) Produkční letouny Tu-144 poháněné motory Kolesov RD36-51 bez přídavného spalování. Jeden přestavěn ze stroje Tu-144 imatrikulace CCCP-77105(c/n10031) a pět produkčních letounů (CCCP-77111 [c/n10062] až CCCP-77115 [c/n 10091]) plus jeden nedokončený (CCCP-77116)[1]
- Tu-144DA – Projektovaná vylepšená verze modelu Tu-144D s větší kapacitou paliva, a tím i větším doletem až 7500 km[1]
- Tu-144LL – Jeden letoun Tu-144D (CCCP-77114 [c/n10082]) přestavěn na létající laboratoř se čtyřmi dvouproudovými motory Kuzněcov NK-321 s přídavným spalováním, přeznačen na RA-77114. První let proběhl 29. listopadu 1996 a 27 a poslední 14. dubna 1999[8]

### Výroba

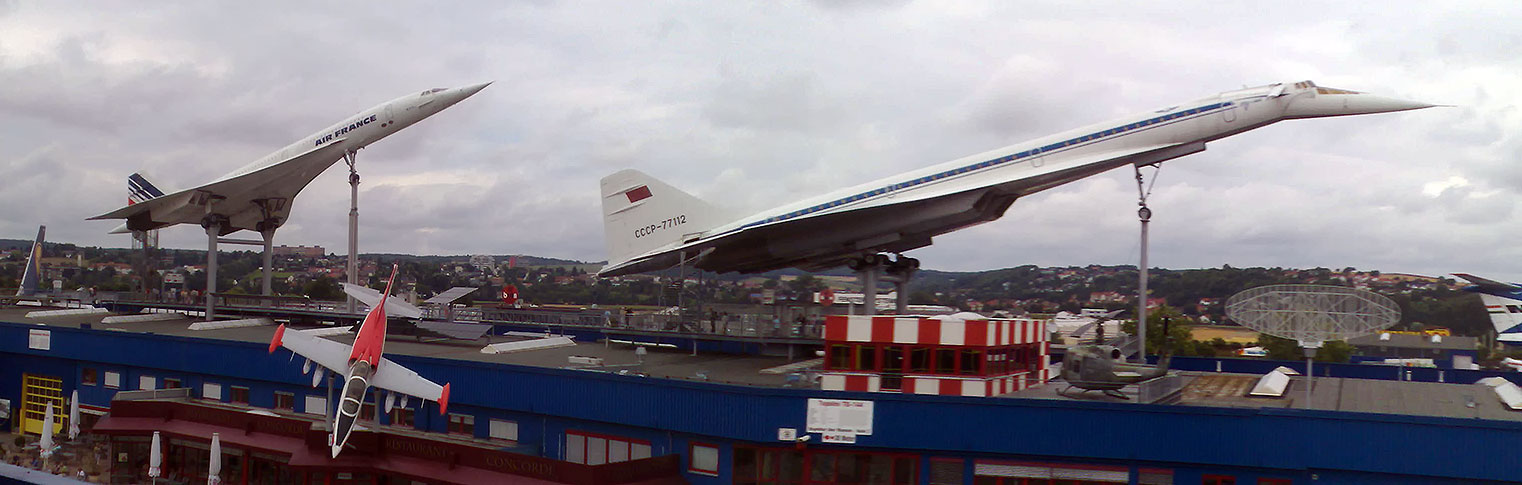
Tu-144 č. 77112 spolu s Concordem na střeše muzea v německém Sinsheimu

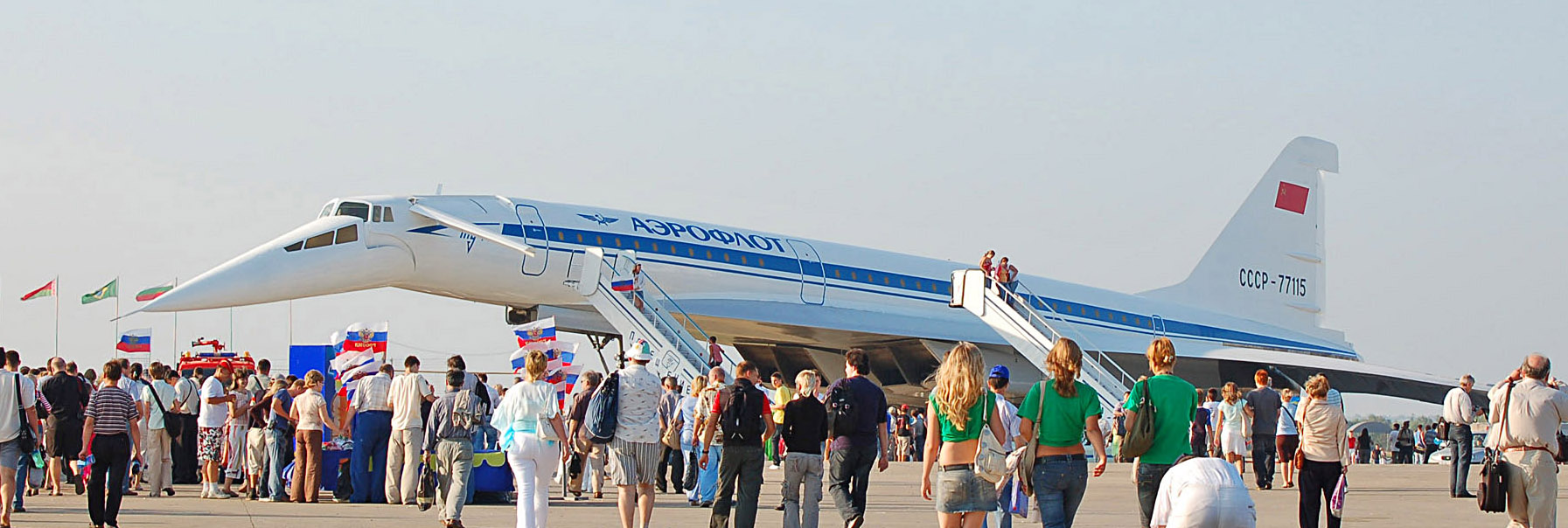
Tu-144 č.77115 na výstavě MAKS-2007 na moskevském letišti Ramenskoje

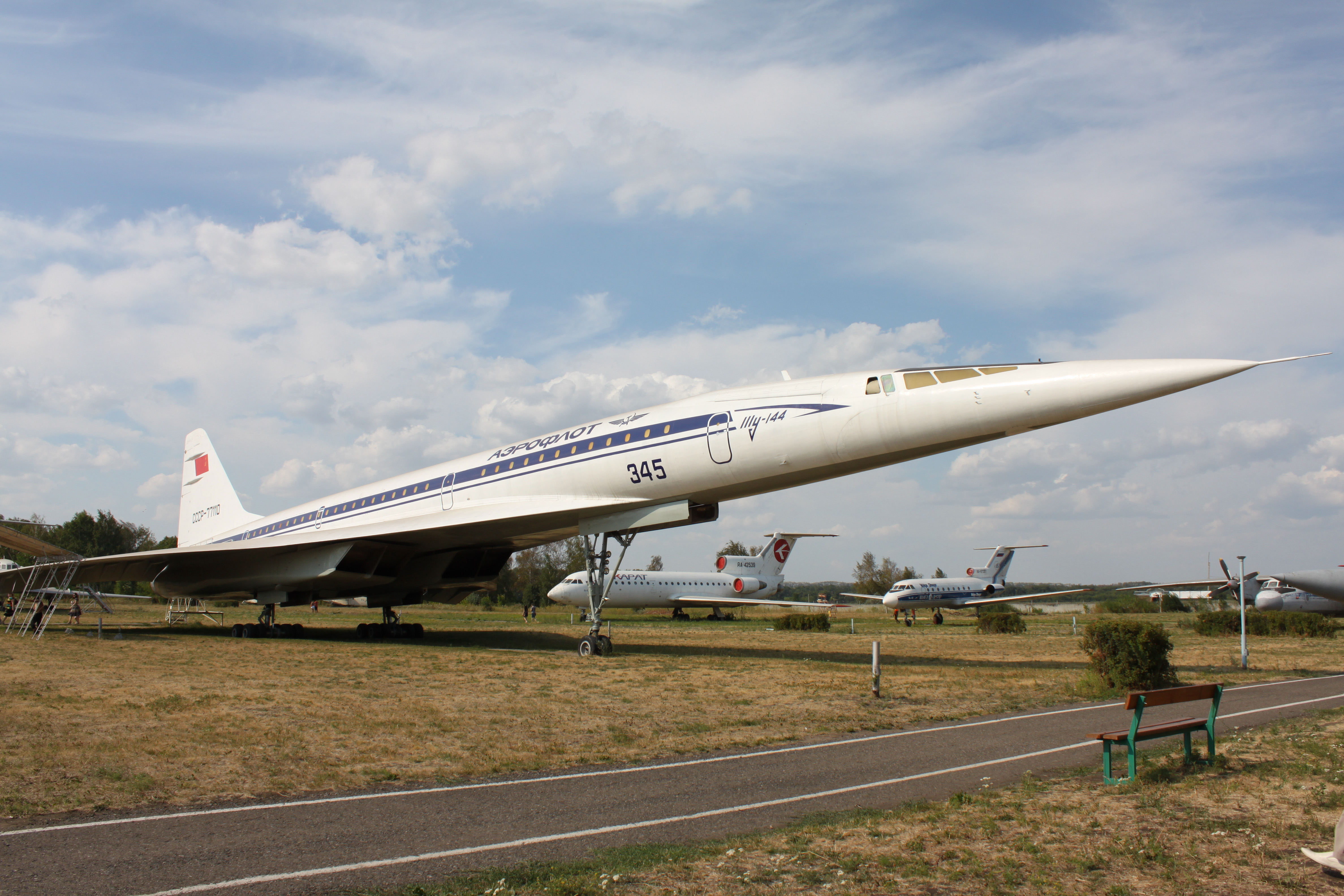
Tu-144S v muzeu v Uljanovsku

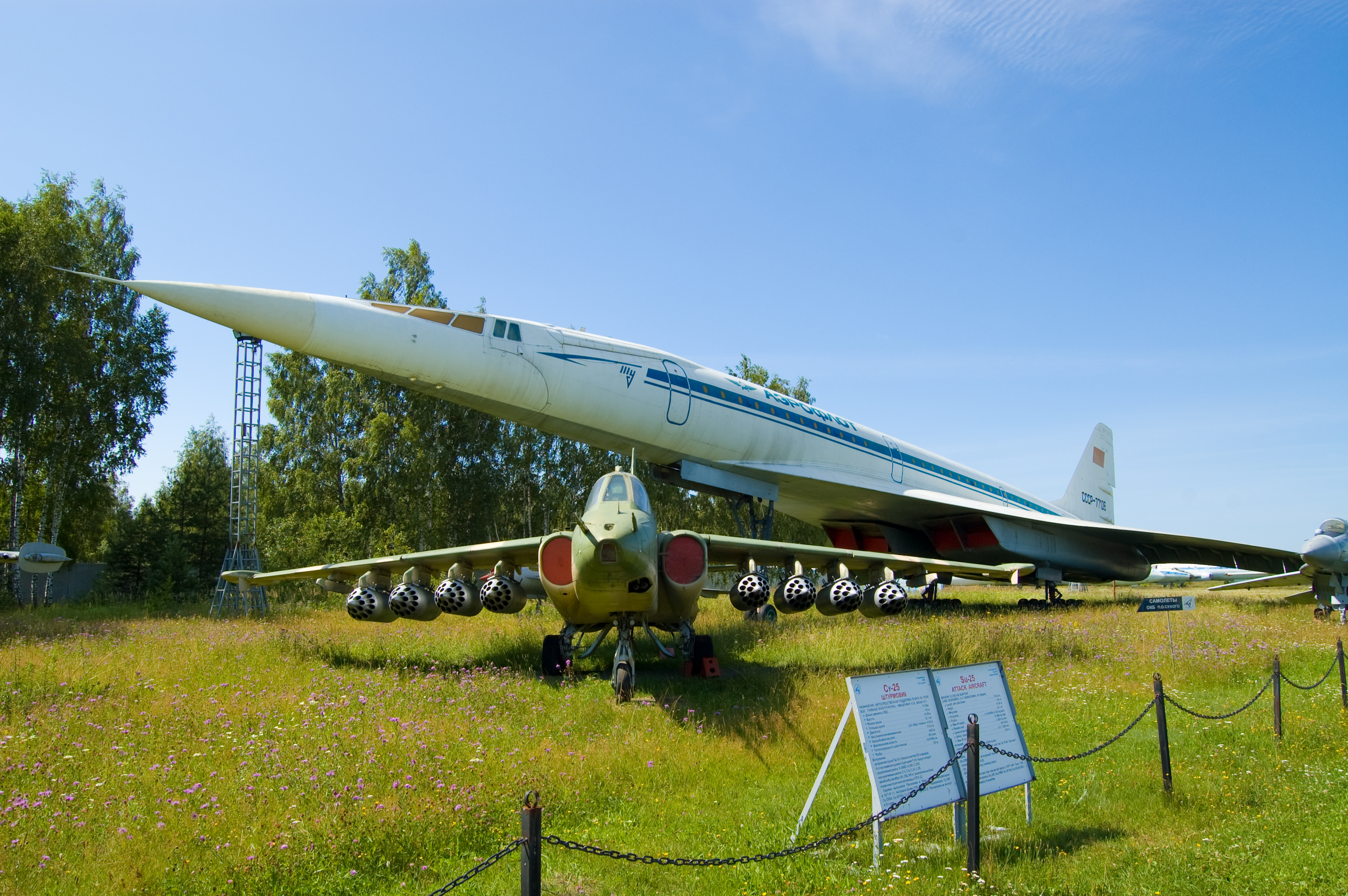
Tu-144S č. 77106 v muzeu v Moninu

Celkem vzlétlo 16 strojů, jeden zůstal nedokončen.
| Ser.- č. | Model  | Typ         | Imatrikulace          | Motory            | Značení                | Poznámka | První let          | Poslední let       | Lokalita |
| -------- | ------ | ----------- | --------------------- | ----------------- | ---------------------- | --- | ------------------ | ------------------ | --- |
| 00-1     | 044    | Tu-144      | СССР-68001            | NK-144            | Tupolev                | Prototyp, výrazně se od sériového stroje lišil | 31. prosince 1968  | 27. dubna 1973     | sešrotován v Žukovském |
| 01-1     | 004    | Tu-144S     | СССР-77101            | NK-144A           | Tupolev                | Předprodukční letoun | 1. června 1971     | n/a                | sešrotován v Žukovském |
| 01-2     | 004    | Tu-144S     | СССР-77102            | NK-144A           | Aeroflot               | první stroj vyrobený ve Voroněži, havaroval na letecké výstavě v Paříži. | 20. března 1972    | 3. června 1973     | zničen při havárii 3. června 1973 v Goussainville u Paříže                                                                                  |
| 02-1     | 004    | Tu-144S     | СССР-77103            | NK-144A           | Aeroflot               | Testovací letadlo pro navigační a letové systémy | 13. prosince 1973  | n/a                | Sešrotován v Žukovském v roce 1984 |
| 02-2     | 004    | Tu-144S     | СССР-77104 СССР-77144 | NK-144A           | Aeroflot               | 1975 přeregistrován na СССР-77144, zkušební letoun mj. pro aerodynamiku | 14. června 1976    | n/a                | Sešrotován v Žukovském v roce 1987 |
| 03-1     | 004(D) | Tu-144S(D)  | СССР-77105            | NK-144A RD-36-51A | Aeroflot               | Na začátku roku 1976 přestavěn na Tu-144D s novými motory | 30. listopadu 1974 | 1978 uskladněn     | do roku 1993 uložen v Žukovském, naposledy viděn na výstavě MAKS 1993, poté nejspíš sešrotován                                              |
| 04-1     | 004    | Tu-144S     | СССР-77106            | NK-144A           | Aeroflot               | od 26. prosince 1975 zkušební lety Moskva–Alma-Ata | 4. března 1975     | 29. února 1980     | od roku 1980 v leteckém muzeu v Moninu (mapa 55°49′56″ s. š., 38°11′ v. d.)                                                                 |
| 04-2     | 004    | Tu-144S     | СССР-77108            | NK-144A           | Aeroflot               | nikdy nedodán Aeroflotu | 12. prosince 1975  | 27. srpna 1987     | od roku 1987 na letišti Smyšljajevka poblíž Samary (mapa 53°14′26″ s. š., 50°21′51″ v. d.)                                                  |
| 05-1     | 004    | Tu-144S     | СССР-77107            | NK-144A           | Aeroflot               | | 20. srpna 1975     | 29. března 1985    | od roku 1985 do roku 2017 v Kazaňském leteckém závodě, od roku 2017 vystaven v ulici Fatima-Amirchana (mapa 55°49′18″ s. š., 49°8′6″ v. d.) |
| 05-2     | 004    | Tu-144S     | СССР-77109            | NK-144A           | Aeroflot               | od 1. listopadu 1977 v osobní letecké službě | 29. dubna 1976     | n/a                | pravděpodobně uložen v továrně ve Voroněži (VASO).                                                                                          |
| 06-1     | 004    | Tu-144S     | СССР-77110            | NK-144A           | Aeroflot               | poslední 144S, v osobní dopravě mezi 1977 a červnem 1978 | 14. února 1977     | 1. června 1984     | od roku 1984 v Muzeu civilního letectví v Uljanovsku (mapa 54°17′27″ s. š., 48°14′7″ v. d.)                                                 |
| 06-2     | 004D   | Tu-144D     | СССР-77111            | RD-36-51A         | Aeroflot               | První 144D | 27. dubna 1978     | 23. května 1978    | sešrotován po nouzovém přistání v Jegorjevsku                                                                                               |
| 07-1     | 004D   | Tu-144D     | СССР-77112            | RD-36-51A         | Aeroflot               | jediný Tu-144, který lze navštívit mimo Rusko, uložený v Žukovském do roku 2000 | 19. února 1979     | 12. listopadu 1981 | od roku 2001 vystavován s Concordem č. 207-200 v Sinsheimském technickém muzeu (mapa 49°14′21″ s. š., 8°53′51″ v. d.)                       |
| 08-1     | 004D   | Tu-144D     | СССР-77113            | RD-36-51A         | Aeroflot               | Strukturální poškození během nadzvukového testu 31. srpna 1980, poté uložen bez motorů v Žukovském | 2. října 1979      | 31. srpna 1980     | Sešrotován v Žukovském v roce 2001 |
| 08-2     | 004D   | Tu-144D(LL) | СССР-77114 RA-77114   | RD-36-51A NK-321  | Aeroflot Tupolev/ NASA | Pro výzkumné účely sloužil až do roku 1990. Od roku 1995 opět letuschopný, např. ve spolupráci pro NASA a Boeing a přeměněn na létající laboratoř s označením Tu-144LL, v roce 1996 přeregistrován na RA-77114, absolvoval vůbec poslední let Tu-144 a postupem času vytvořil 13 světových rekordů. | 13. dubna 1981     | 14. dubna 1999     | k vídění na letišti Žukovskij od srpna 2019 (mapa 55°34′11″ s. š., 38°9′21″ v. d.)                                                          |
| 09-1     | 004D   | Tu-144D     | СССР-77115            | RD-36-51A         | Aeroflot               | Poslední dokončený Tu-144D, Aeroflotu nikdy nedodán. Sloužil k výcvikovým účelům pro program Buran na konci 80. let. Určen také pro přestavbu na 144LL. Nikdy neletěl nad rychlost Mach 1. | 4. října 1984      | 12. května 1986    | restaurovaný, naposledy viděn na MAKS v srpnu 2015, vystaven na moskevském letišti Žukovskij.                                               |
| 09-2     | 004D   | Tu-144D     | (СССР-77116)          |                   |                        | nebyl dokončen po skončení programu v roce 1985 |                    |                    | údajně nedokončený skladován ve voroněžském závodě                                                                                          |

## Nehody a incidenty

### Paříž 1973

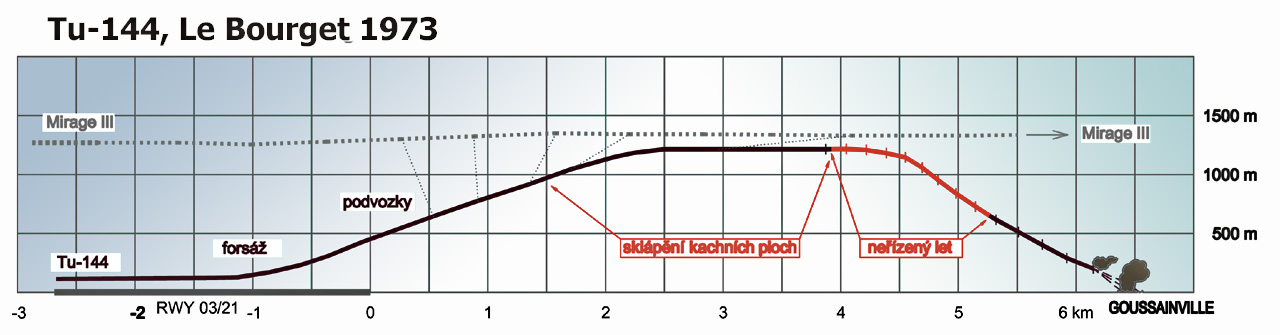
Paříž-letový profil Tu-144

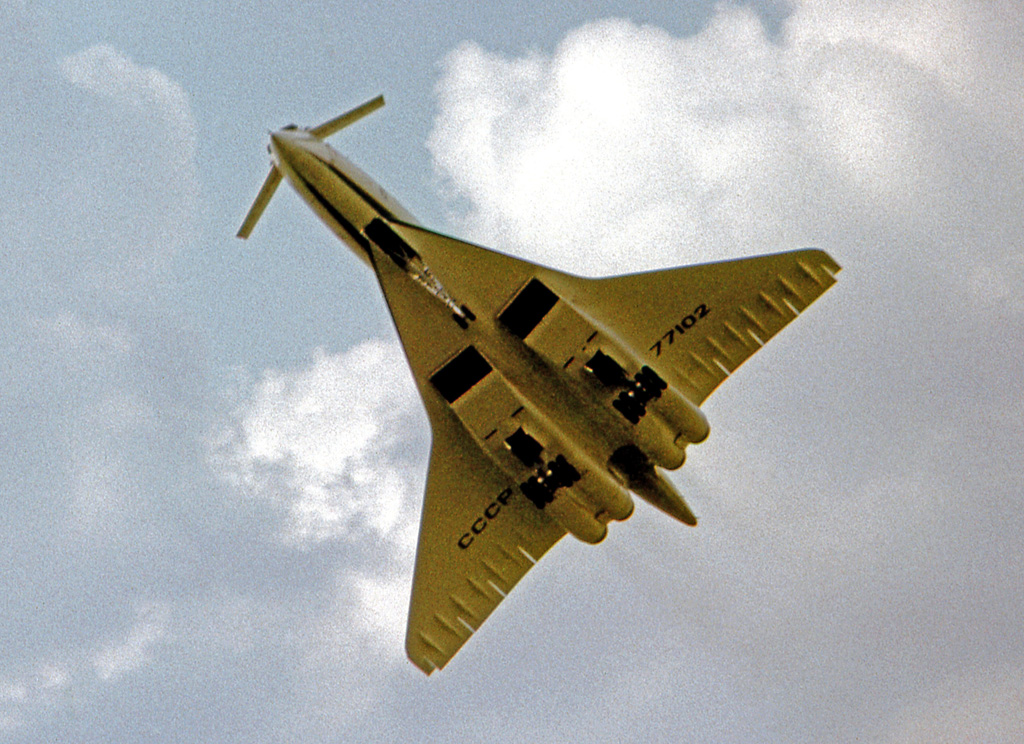
Tu-144S v roce 1973 v Paříži v den havárie.

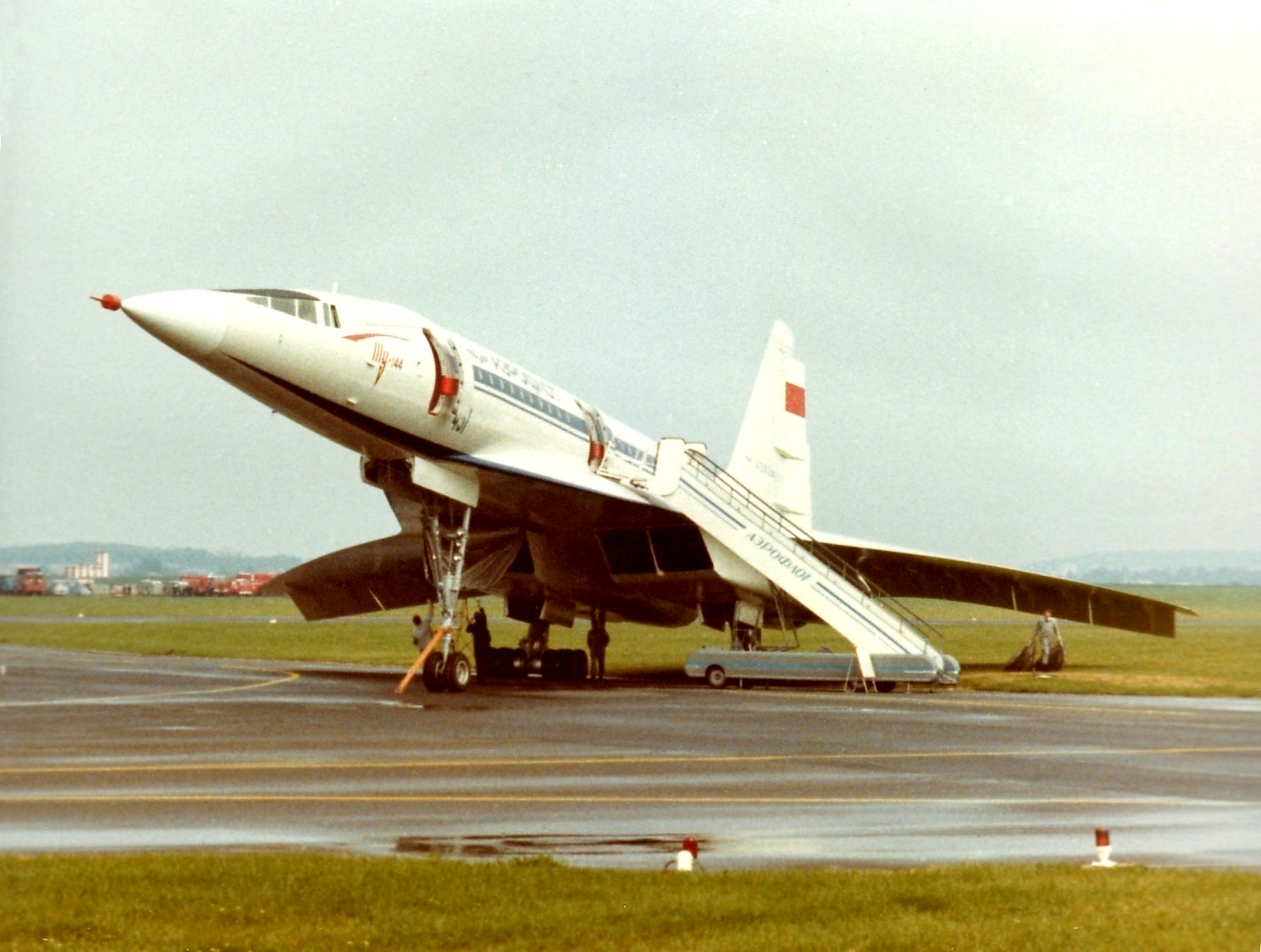
Tu-144 v Paříži, 2. června 1973, den před havárií

K nehodě došlo 3. června 1973, v 15:29 SEČ, při druhém předváděcím letu na 30. pařížském mezinárodním aerosalónu na letišti v Le Bourget, před zraky více než dvou set tisíc diváků. Letoun Tu-144 č. 77102, pilotovaný M. V. Kozlovem, provedl ke konci letové ukázky několik neplánovaných manévrů. V přistávací konfiguraci předvedl stroj nízký průlet minimální rychlostí nad částí VPD 03, potom přešel se zapnutou forsáží do strmého stoupání na výšku 1200 m, při němž byl zasunut podvozek. Dále pak pokračoval ve vodorovném letu a zahájil sklápění kachních ploch. Krátce na to přešel letoun nečekaně do nekontrolovaného strmého klesání. Ve výšce kolem 500 m získal pilot znovu vládu nad strojem a pokusil se jej vyrovnat. Přibližně 250 m nad zemí došlo vlivem velkého přetížení k destrukci letounu, spojené se vznícením paliva, a trosky stroje dopadly na okraj městečka Goussainville. Zahynula celá šestičlenná posádka, 8 lidí na zemi, bylo poškozeno 20 domů v místě dopadu 49°1′32″ s. š., 2°28′27″ v. d. a 5 prakticky zničeno. V kritickou dobu prolétal nad Tu-144 francouzský průzkumný letoun Dassault Mirage IIIR, který tajně fotografoval sovětský letoun s vyklopenými kachními plochami. Závěrečná zpráva francouzsko-sovětské vyšetřovací komise neobjasnila příčiny havárie a kolem nehody postupně vznikla řada dohadů a spekulací.
Podle jedné z medializovaných teorií souvisela ztráta kontroly letounu s úhybným manévrem Tupoleva před střetem s Mirage. Zveřejněné snímky však ukazují, že tou dobou letěla Mirage souběžně, asi kilometr před Tu-144. Teorie o upadlé filmové kameře, která zablokovala řízení, byla vyloučena už vyšetřovateli. Značně exoticky zní dnes dobová hypotéza o selhání součástek letounu, které byly slepě okopírovány podle záměrně chybných výkresů, které západní zpravodajské služby podstrčily sovětským agentům. 
Podle postupně zveřejňovaných dokumentů ze sovětského vyšetřování a svědectví některých účastníků nebyl letoun v době konání přehlídky ještě zcela dokončen, a také se na něm zkoušely a odlaďovaly systémy, které měly být později implementovány do sériové produkce. Nové křídlo letounu čekalo ještě zpevnění na základě zatěžovacích zkoušek, v letounu byly nedokončené elektronické systémy pro zlepšení horizontální a vertikální řiditelnosti a stabilizaci letu. Aby nedopatřením nedošlo k jejich zapnutí, byly příslušné spínače a nastavovací prvky umístěny na speciálním ovládacím panelu pod zaplombovaným zákrytem. Zatímco obvody pro horizontální, směrové řízení byly už víceméně funkční, obvody pro svislé, podélné řízení kompletní nebyly a jejich aktivace vyvolávala extrémní výchylku elevonů (řídící plochy na křídle). Když po první letové ukázce západní média hodnotila manévrovatelnost u Tupoleva jako znatelně horší než u Concordu, rozhodli se Sověti předvést, co jejich stroj dokáže a odstranili zákryt – zřejmě nedopatřením však zapnuli systémy oba. Když se pak přiklopením kachních ploch nekompletní systém aktivoval a vychýlil elevony, nemohl je pilot řízením vyrovnat, neboť se současně vysunul i mechanický omezovač řídící páky. Letadlo začalo prudce klesat, narůstala rychlost a zvyšoval se boční náklon. Posádka téměř okamžitě zahájila zpětné vysunutí kachních ploch, aby se obnovila řiditelnost letounu, ale pilot už nebyl schopen letadlo vyrovnat, aniž by přetížení překročilo hranici 4G. Vzniklé síly způsobily zlomení nosníku levé poloviny křídla a následně destrukci stroje.

### Jegorjevsk 1978

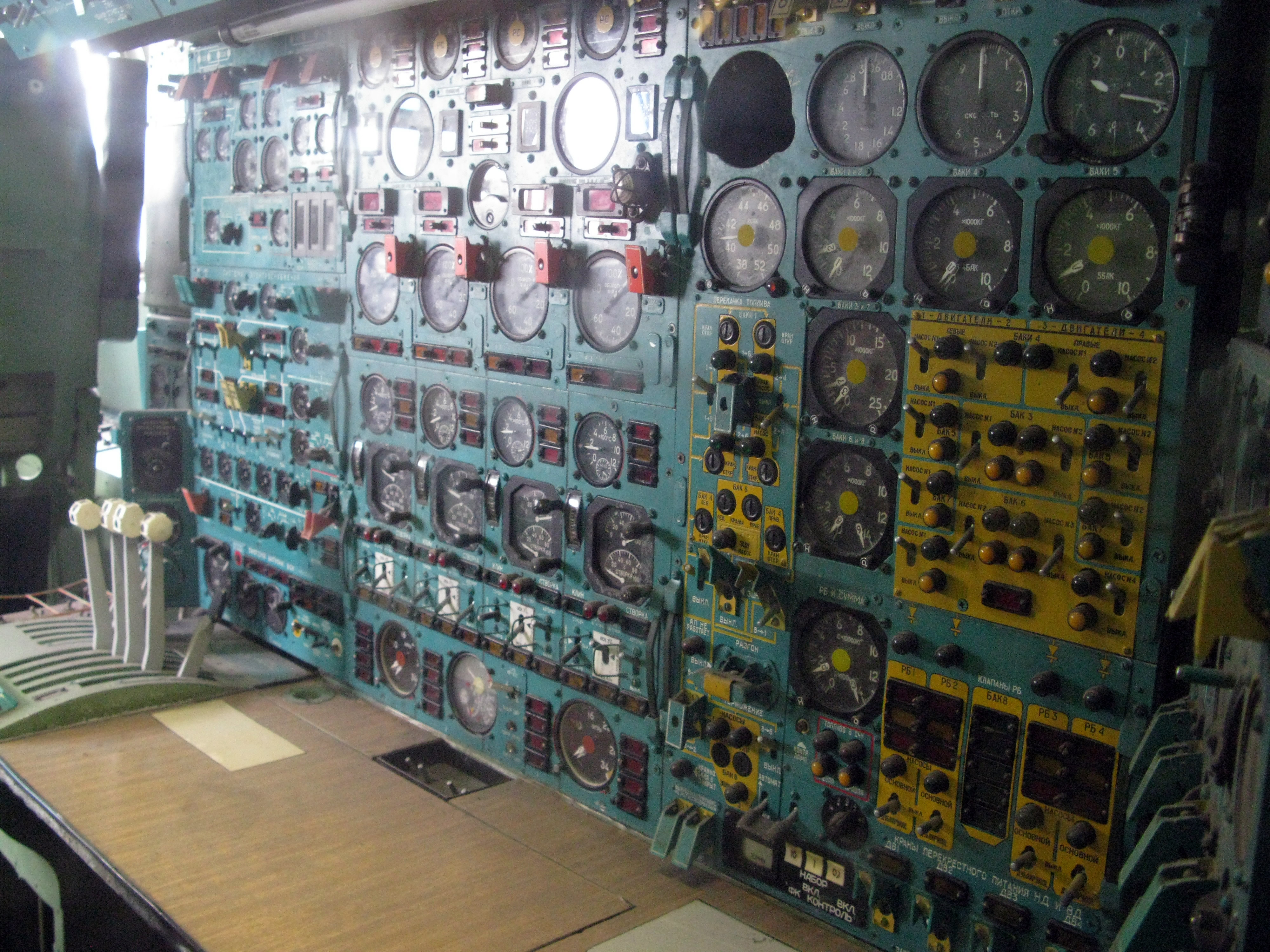
Tu-144D (č. 77112) Pracoviště letového inženýra

Nákres Tu-144LL – 3 pohledy

První letoun nové verze Tu-144D (č. 77111) byl po předání z voroněžského výrobního závodu dokončován a zalétáván na Žukovské základně (na mapě 55°33′16″ s. š., 38°9′ v. d.). Dne 23. května 1978 se uskutečnil kontrolní let, jehož hlavním úkolem bylo dosažení rychlosti Ma = 2. Během letu pilot sklesal na 3 000 m a snížil rychlost na 480 km/h. V tu chvíli byl zaznamenán významný rozdíl (4,7 t) v množství spotřebovaného paliva, měřený nezávislými systémy. Vzhledem k tomu, že dosud nebyly zkalibrovány průtokoměry paliva, nepřikládala tomu posádka dostatečnou pozornost a pokračovala dle plánu v 18:45 hod zkouškou pomocné energetické jednotky APU. Start APU se však nezdařil, místo toho se objevila světelná a zvuková signalizace "Požár". Palubní inženýr okamžitě vypnul motor č. 3 a spustil jeho hašení a velitel Popov dal povel k návratu. Po otáčce ohlásil inženýr výpadek motoru č. 4. Velitel informoval letiště, že letí jen na dva motory a požádal o aktivaci požárních jednotek. Situace se zdramatizovala, když vypadl i motor č. 1 a do kokpitu začal stále více pronikat černý kouř. Za této situace rozhodl velitel okamžitě nouzově přistát. Letoun dosedl relativně měkce na břicho, nedaleko od města Jegorjevsk (na mapě 55°23′46″ s. š., 38°51′41″ v. d.). Po poli klouzal víc než půl kilometru, přičemž ztratil všechny motory a podvozky. Po zastavení se požár rozšířil na celý letoun. Z osmičlenné posádky zahynuli kvůli deformacím konstrukcí dva inženýři, druhý pilot Jeljan se zranil a ostatní vyvázli bez zranění. V důsledku nehody byl pozastaven pravidelný provoz Tu-144S, který už nebyl nikdy obnoven.
V průběhu vyšetřování se ukázalo, že ve stěně palivového potrubí se objevila únavová trhlina, kterou vyteklo do prostoru křídla kolem 8 t paliva. Trhlina vznikla v místě oslabení trubky otvorem pro čidlo, za clonou, na které se rozkmitával sloupec proudícího paliva neobvykle vysokou frekvencí. V tehdejší době se jednalo o málo prozkoumané jevy. Pokusem o spuštění APU došlo ke vznícení nahromaděného paliva. Odstranění této konstrukční vady nebylo obtížné.

## Chronologie

### Prototyp Tu-144

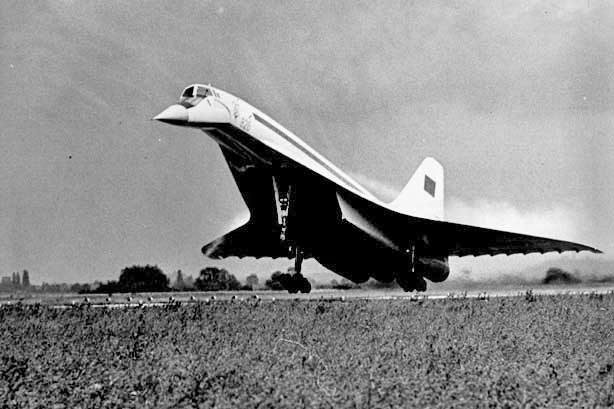
Prototyp Tu-144 č. 68001 na letišti v Berlíně-Schönefeldu v roce 1971

| 19. 9. 1962         | Rozhodnutí Hospodářské komise letecké techniky o zahájení projektu |
| červen 1965         | Předvedení modelu Tu-144                                           |
| léto 1967           | Předání konstrukční dokumentace do výroby                          |
| 18. 4. 1968         | První let MiG-21I "analog"                                         |
| 31. 12. 1968        | První let prototypu Tu-144 č. 68001 (Concorde 3. 3. 1969)          |
| 20.-21. 5. 1969     | Veřejná prezentace na letišti Šeremeťjevo                          |
| 5. 6. 1969          | Dosažení nadzvukové rychlosti M=1,08 (Concorde 1. 10. 1969)        |
| 15. 7. 1970         | Dosažení maximální rychlosti 2443 km/h (M=2,35)                    |
| 23.-25. 5. 1970     | Prezentace v Praze, zhlédlo ji 300 000 lidí                        |
| 25. 5. – 8. 6. 1971 | Předvedení na aerosalonu v Paříži (Concorde 1969)                  |
| 6.–14. 9. 1971      | První zahraniční nadzvukový let Tu-144 Moskva-Sofia                |

### Sériové Tu-144S, Tu-144D, Tu-144LL

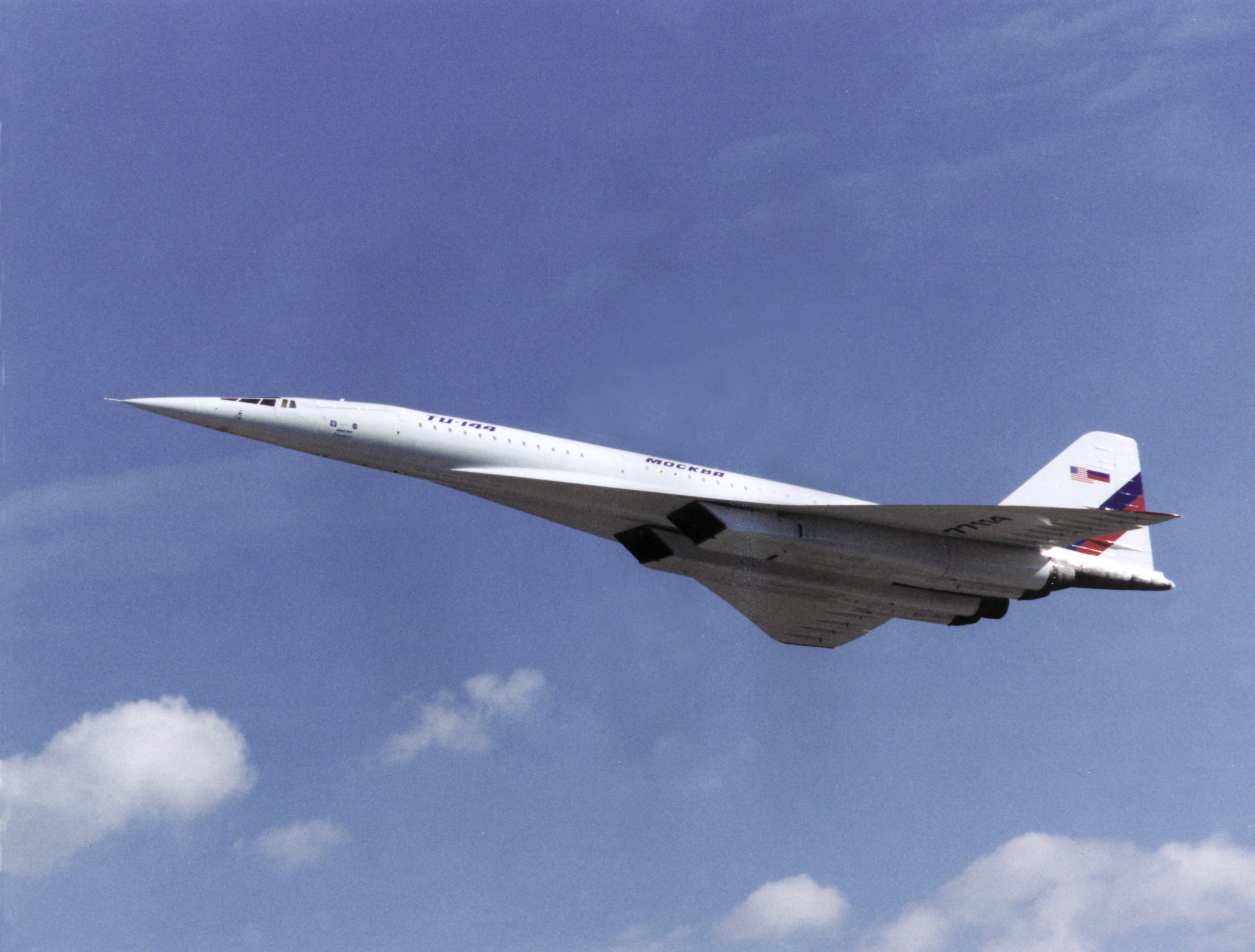
Tu-144LL č. 77114 – spolupráce s NASA

| 1. 7. 1971   | První let Tu-144S (č. 77101)                                        |
| 23. 4. 1973  | Předváděcí nadzvukový let se zástupci médií (č. 77102)              |
| 3. 6. 1973   | Tragická nehoda na Pařížském aerosalonu (č. 77102)                  |
| 30. 11. 1974 | První let Tu-144S s motory RD-36-51A (č. 77105)                     |
| 26. 12. 1975 | Zahájení dopravy pošty a carga na trase Moskva-Alma Ata (č. 77106)  |
| 1. 11. 1977  | Zahájení pravidelné přepravy osob Moskva-Alma Ata (č. 77109, 77110) |
| 27. 4. 1978  | První let sériového Tu-144D s motory RD-36-51A (č. 77111)           |
| 23. 5. 1978  | Nehoda Tu-144D při zalétávání (č. 77111)                            |
| 1. 6. 1978   | Přerušení pravidelné přepravy osob (nebyla už obnovena)             |
| 1985–1996    | Na letounu (č. 77115) prováděn výcvik pilotů raketoplánu Buran      |
| 29. 11. 1996 | Smlouva s NASA o provedení úprav letounu a letových měření          |
| 1996–1999    | Tu-144LL (č. 77114) – realizace letového programu pro NASA          |

## Srovnání s Concordem

### Křídlo

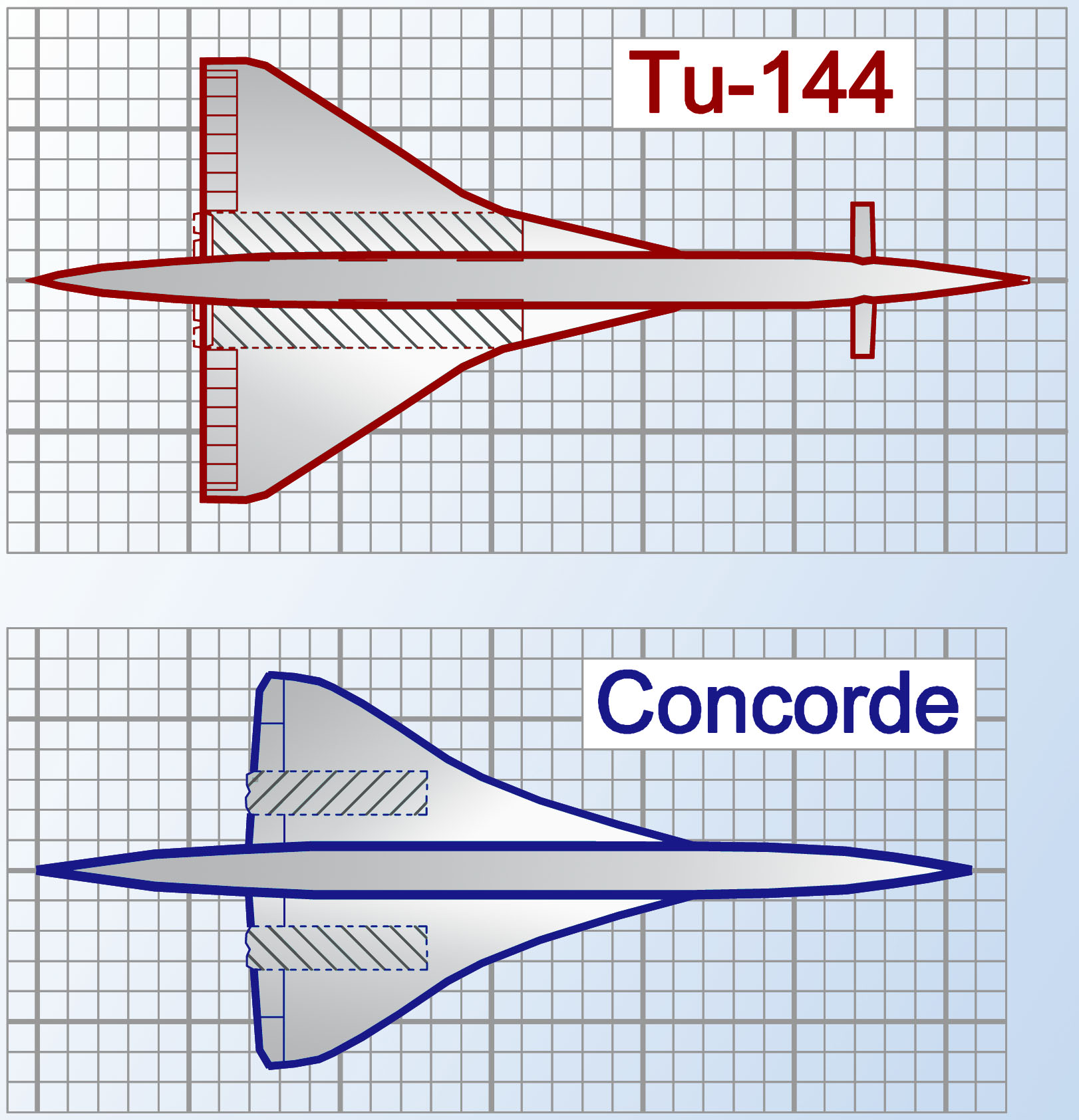
Srovnání konstrukce Tu-144 a Concorde

Křídlo Tu-144 prodělalo postupně několik změn. Oproti středoplošníku Concorde s hladkou křivkou náběžné hrany má křídlo dolnoplošníku Tu-144 značně odlišnou geometrii. Je větší (503 m² oproti 358 m²), s náběžnou hranu zalomenou a větším podélným i příčným prohnutím. Vzhledem k vyšší rychlosti byly na jeho konstrukci použity i slitiny titanu a nerezová ocel. Dále je Tupolev vybaven, na svou dobu velmi pokročilými, sklopnými kachními plochami, které výrazně zlepšují chování stroje při nízkých rychlostech s velkým úhlem náběhu – při vzletu a přistání. Západní zdroje zpravidla uvádějí, že Tu-144 měl poněkud větší aerodynamický odpor, Rusové tvrdí opak a dokládají to vyšším poměrem vztlak/odpor. 
Zásadní rozdíl představuje umístění motorů. Concorde má motory umístěné blíže těžišti vztlakových sil, což zjednodušuje pevnostní řešení křídla, ale na druhé straně poněkud komplikuje aerodynamický návrh (motory s gondolami více „zakrývají“ dolní plochu křídla a odsávají odsud vzduch). Zároveň má takové umístění dopad na skupinu řídicích ploch – elevonů, které jsou u Concordu rozmístěny po obou stranách motoru.

### Motory a palivový systém
V oblasti pohonných jednotek měl zpočátku Tu-144 se svými motory Kuzněcov NK-144 velký handicap oproti motorům Olympus 593 na Concordu. Tyto motory vyžadovaly pro udržení Ma = 2 trvalý chod přídavného spalování, byly hlučnější a ani spotřebou nebyly schopny konkurovat (na jeden kilometr spotřebovaly cca 26 kg paliva). Teprve nový motor Kolesov RD-36-51 se svými vlastnostmi přiblížil konkurenci a umožnil stroji dosáhnout plánovaného doletu. Přesto bylo i nadále řešení Concordu pokrokovější, zejména kvůli elektronickému řízení motorů, elegantnějšímu řešení systému předehřevu paliva a systému regulace přívodu vzduchu do motorů.

### Další systémy

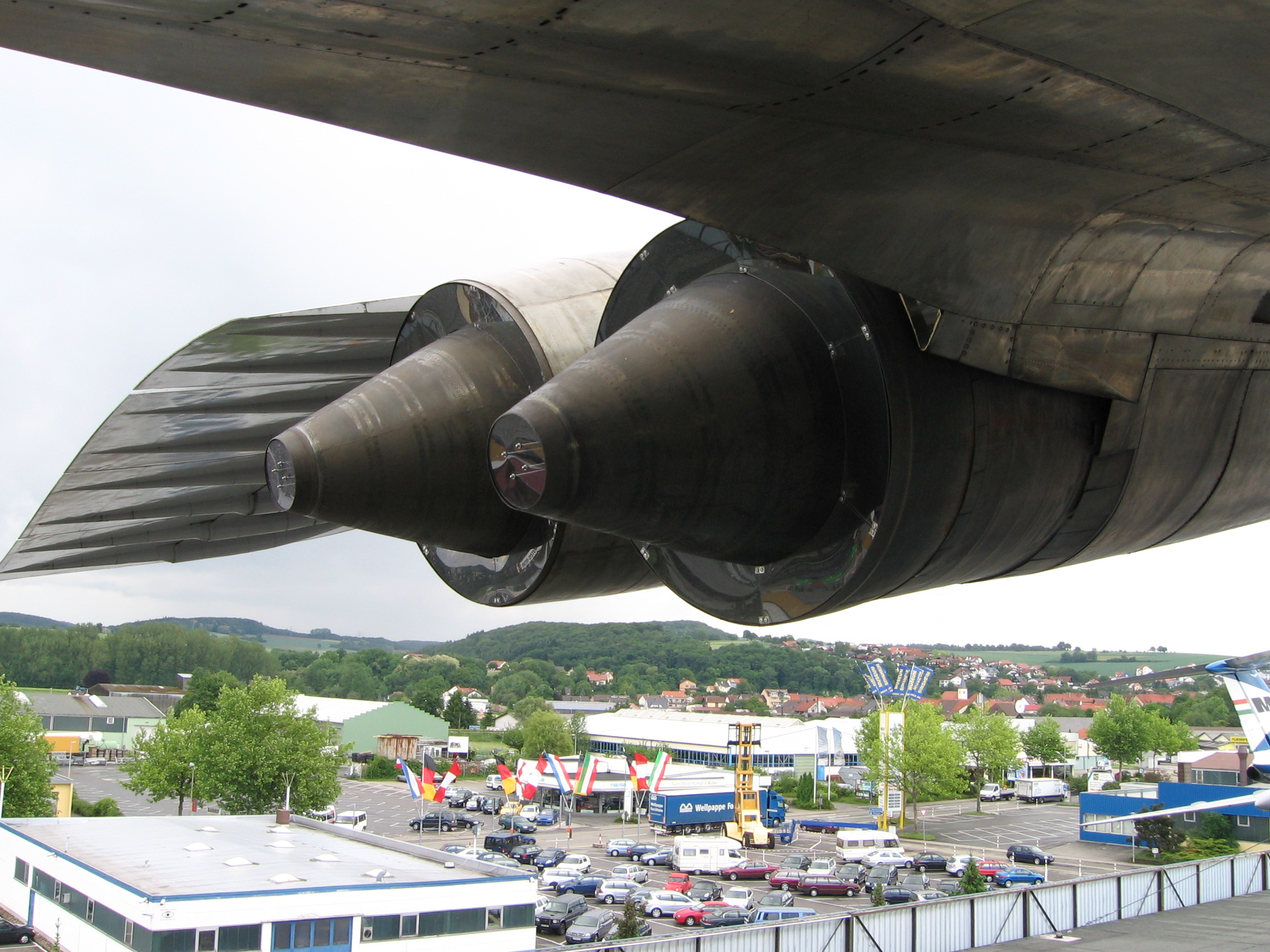
Tu-144D (č. 77112) Detail umístění motorů RD-36-51A (zákryty)

Zatímco Tu-144 má systém řízení letounu mechanický s hydraulickým posilováním, je u Concordu použit systém fly-by-wire s vysokotlakou hydraulikou s tím, že vzletová fáze se prováděla automaticky. Velký rozdíl je i v zadání, na jakých letištích měly oba letouny přistávat. Zatímco Concorde uvažuje jen provoz na velmi kvalitních certifikovaných VPD, Tu-144 měl přistávat na běžných sovětských letištích, jejichž stav nebyl vždy ideální. To se projevilo zejména na konstrukci podvozků, ale také tím, že konstruktéři Tu-144 si nedovolili zcela vypustit APU (pomocnou energetickou jednotku), jako jejich konkurent. Významných rozdílů je mnohem více, Concorde měl zabudovaný pokročilý systém proti blokování brzd, Tu-144 brzdný padák, širší trup, takže umožňoval umístění 3+2 sedadla atd. 
Není uváděn žádný konkrétní systém, který by byl na obou letounech natolik podobný, aby zdůvodnil pověsti o okopírování Concordu a ospravedlnil hanlivou přezdívku „Konkordski“, kterou západní média Tu-144 označovala.

### Letové výkony
Tu-144 byl schopen vyvinout asi o 10 % vyšší rychlost, pojmul více cestujících a v poslední verzi měl i větší dolet. Měl však nízké APWFF (užitečné zatížení s plnou nádrží) proto při plném doletu nemohl nést maximální počet cestujících. Rovněž cestovní rychlost byla vzhledem k vysoké spotřebě jeho motorů použitelná pouze při omezeném doletu. Vzhledem k umístění motorů však pronikalo do kabiny znatelně více hluku a vibrací. Tu-144 létal s pasažéry pouhých 6 měsíců, Concorde 28 let a přepravil přitom o tři řády více cestujících. 
Spíše kuriózní je srovnání, že oba letouny postihly velké nehody, které zásadně ovlivnily jejich další osud. Tyto nehody se staly na místech, vzdálených od sebe jen cca 5 km.

## Specifikace
Tupolev Tu-144 byl nejrychlejším dopravním letounem na světě. Dosáhl maximální rychlosti 2 430 km/h a je držitelem i řady dalších rekordů.
| Parametr                        | Tu-144 (Prototyp)     | Tu-144S                                                       | Tu-144D                                                       | Tu-144LL wi                                             |
| ------------------------------- | --------------------- | ------------------------------------------------------------- | ------------------------------------------------------------- | ------------------------------------------------------- |
| Počet (vyrobených)              | 1 exemplář            | 9 exemplářů +1 nedostavěn 1 později přestavěn na Tu-144D      | 6 exemplářů 1→ přestavěn na Tu-144LL                          | →1 exemplář přestavěn z Tu-144D                         |
| Osádka                          | 3                     | 3                                                             | 3                                                             | 3                                                       |
| Cestující                       | 98–120                | 98–120                                                        | 98–120                                                        | Testovací letoun                                        |
| Délka (s napřímeným nosem)      | 59,50 m               | 65,70 m                                                       | 65,70 m                                                       | 65,70 m                                                 |
| Rozpětí                         | 27,65 m               | 28,00 m                                                       | 28,80 m                                                       | 28,80 m                                                 |
| Výška                           | 11,35 m               | 12,50 m                                                       | 12,50 m                                                       | 12,50 m                                                 |
| Nosná plocha                    | 438,04 m²             | 502,97 m²                                                     | 506,35 m²                                                     | 506,35 m²                                               |
| Hmotnost prázdného              | 85.000 kg             | 91.800 kg                                                     | 99.200 kg                                                     | 103.000 kg                                              |
| Maximální vzletová hmotnost     | 180.000 kg            | 195.000 kg                                                    | 207.000 kg                                                    | 203.000 kg                                              |
| Pohonná jednotka                | 4 × Kuzněcov NK-144   | 4 × Kuzněcov NK-144A                                          | 4 × Kolesov RD-36-51                                          | 4 × Kuzněcov NK-321                                     |
| Tah                             | každý 176,6 kN        | každý 178,0 kN                                                | každý 196,1 kN                                                | každý 245,0 kN bez přídavného spalování každý 137,20 kN |
| Cestovní rychlost               | 2300 km/h (Mach 2,17) | 2200 km/h (Mach 2,07)                                         | 2120 km/h (Mach 2,00)                                         | 2300 km/h (Mach 2,17)                                   |
| Maximální rychlost              | 2587 km/h (Mach 2,4)  | 2500 km/h (Mach 2,35)                                         | 2285 km/h (Mach 2,15)                                         | 2500 km/h (Mach 2,35)                                   |
| Dostup                          | až do 18.000 m        | až do 18.000 m                                                |                                                               |                                                         |
| Dolet                           | 2920 km               | se 7 t užit. zatížení: 3600 km s 15 t užit. zatížení: 3080 km | se 7 t užit. zatížení: 6200 km s 15 t užit. zatížení: 5330 km | ca 4000 km                                              |
| Hmotnost paliva                 | ca 80 t               | ca 80 t                                                       |                                                               |                                                         |
| Celkový objem palivových nádrží | ca 105 m³             | ca 105 m³                                                     |                                                               |                                                         |
| Délka vzletové dráhy            | 2600 m                | 1900 m                                                        |                                                               |                                                         |
| Délka přistávací dráhy          | 1600 m                | 1200 m                                                        |                                                               |                                                         |
| Přistávací rychlost             |                       |                                                               |                                                               | ca 330 km/h                                             |